# Национальный орден Мали
Национальный орден Мали (фр. Ordre national du Mali) — государственная награда Республики Мали.

## История
Национальный орден Мали учреждён 31 мая 1963 года в качестве одного из символов обретённой в 1960 году государственной независимости. Орден предназначен для вознаграждения граждан Мали за выдающиеся заслуги в гражданской и военной службе на пользу нации. Орденом также могут награждаться иностранные граждане.
Великим магистром ордена является действующий президент страны. Награждение орденом производится два раза в год — 1 января и 1 июля.

## Степени ордена
Национальный орден Мали подразделяется на 5 степеней:
 Кавалер Большого креста (фр. Grand'croix) — знак на широкой ленте через плечо и звезда на левой стороне груди;
 Великий офицер (фр. Grand officier) — знак на ленте с розеткой, на левой стороне груди и звезда на правой стороне груди;
 Командор (фр. Commandeur) — знак на ленте, носимый на шее;
 Офицер (фр. Officier) — знак на ленте с розеткой, носимый на левой стороне груди;
 Кавалер (фр. Chevalier) — знак на ленте, носимый на левой стороне груди.

## Условия награждения
Награждения производятся последовательно, начиная с кавалерской степени. Удостоенные Золотой медали Независимости могут жаловаться сразу офицерской степенью ордена.
Представленными к награждению орденом могут быть лица, отличившиеся особыми заслугами в течение не менее 10 лет государственной гражданской или военной службы. Более высокая степень ордена может быть пожалована не ранее 5 лет после предыдущего награждения.
Главы африканских государств и, в виде исключения, некоторые выдающиеся деятели африканского происхождения, могут жаловаться сразу старшими степенями ордена, без временны́х ограничений.
Новоизбранный президент Мали при вступлении в должность принимает на себя звание Великого магистра ордена и жалуется Большим крестом ордена, который сохраняет и после сложения своих полномочий.
В исключительных случаях орден может быть пожалован посмертно.
Статут ордена устанавливает ограничение на число награждений старшими степенями ордена. Число кавалеров не ограничено, число офицеров должно составлять не более 20 % от числа кавалеров, командоров — 20 % от числа офицеров, великих офицеров — 20 % от числа командоров. Большой крест жалуется только главам государств. Для Великого магистра ордена установлено особое отличие — орденская цепь.

## Знаки ордена
Знак ордена представляет собой пятиконечный, с раздвоенными концами и шариками на концах крест (аналогичный знаку ордена Почётного легиона), покрытый золотистого цвета эмалью. Между плечами креста выходящие из центра, расширяющиеся, с развоенными концами лучи, покрытые красной эмалью. В центре лицевой стороны знака круглый медальон красной эмали с широким гладким ободком без эмали. В центральной части медальона — золотые литеры «RM» (République du Mali). На ободке медальона: в нижней части — полувенок из пальмовых ветвей зелёной эмали, в верхней части — надпись «ORDRE NATIONAL» зелёной эмали. Оборотная сторона знака гладкая без эмалей. В центре оборотной стороны такой же медальон, центральная часть которого рассечена на три части — зелёной, жёлтой и красной эмали (цвета национального флага), на ободке медальона — национальный девиз «UN PEUPLE — UN BUT — UNE FOI» (Один народ — Одна цель — Одна вера) красной эмали. 
Знак кавалера — серебряный, остальных степеней — золотой.
Знаки кавалера Большого креста и командора через скобу и кольцо крепятся к золотому подвесу в виде выходящей из пальмового полувенка головы льва (в анфас), который через кольцо крепится к орденской ленте. Полувенок с лицевой стороны покрыт зелёной эмалью. Оборотная сторона подвеса гладкая без эмали. Знаки других степеней крепятся к ленте через шарик и кольцо.
Размеры знаков кавалеров и офицеров — 42 мм, командоров и кавалеров Большого креста — 60 мм.
Звезда ордена представляет собой серебряную восьмиконечную звезду с наложенным на центр знаком ордена большого размера. Диаметр звезды — 90 мм.
Цепь ордена состоит из чередующихся звеньев: медальоны в виде ленты с национальным девизом и медальоны в виде литер М, заключённых в лавровый венок зелёной эмали. Центральное звено цепи, к которому крепится знак ордена, представляет собой голову льва, выходящую из лаврового венка зелёной эмали.
Лента ордена жёлтого цвета с зелёной и красной полосками по краям. К ленте офицера крепится розетка из такой же ленты. Ширина ленты Большого креста — 101 мм, остальных степеней — 37 мм.

## Известные кавалеры
- Акихито, император Японии;
- Альбер II, князь Монако;
- Елизавета II, королева Великобритании;
- Нельсон Мандела;
- Лавров, Сергей Викторович, (7 февраля 2023 год).
- Урсула фон дер Ляйен[2], Председатель европейской комиссии;